# Corona della regina madre

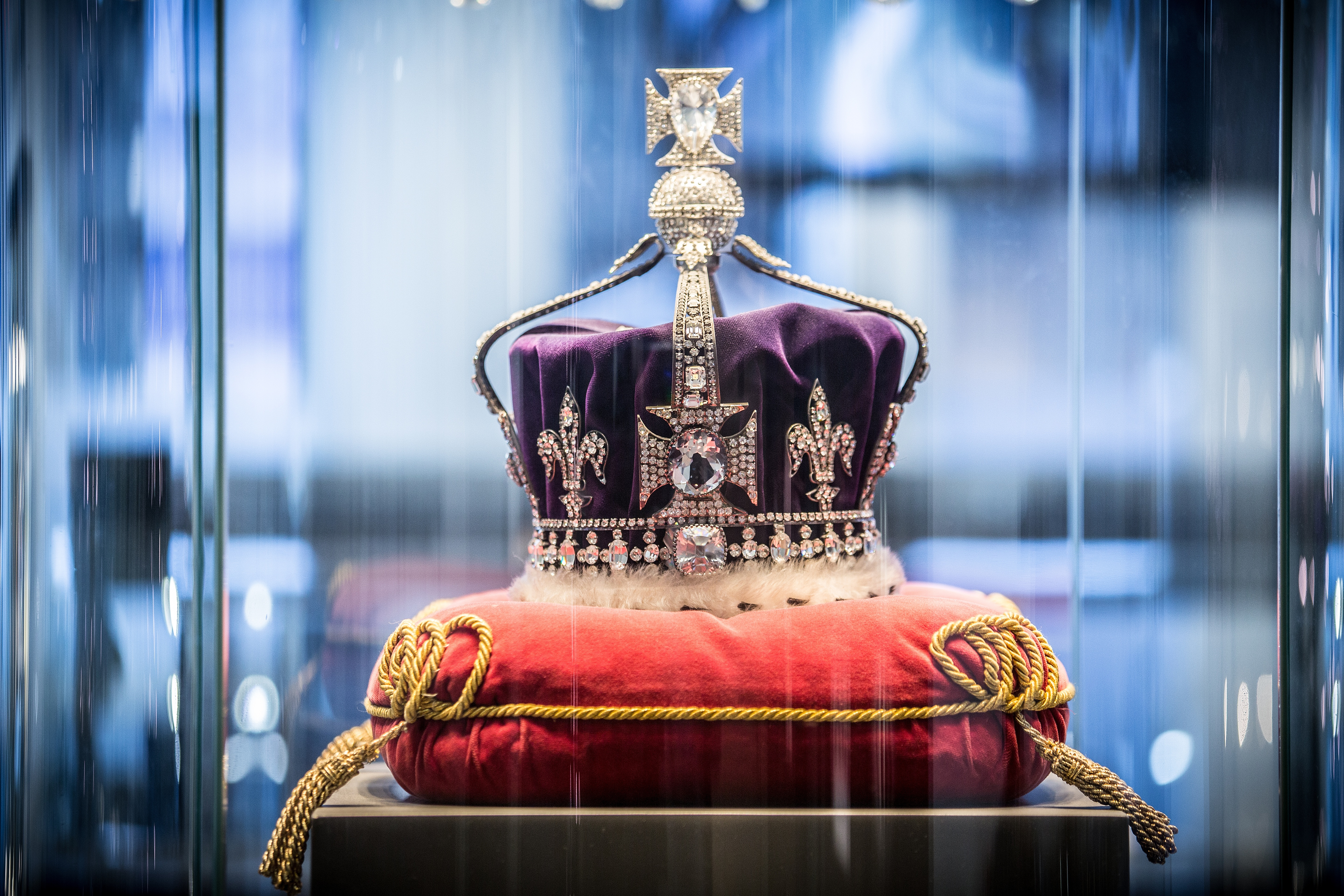
Una replica della corona

La corona della regina Elisabetta, detta anche corona della regina madre, è una corona dei gioielli della Corona inglese, realizzata per Elizabeth Bowes-Lyon, consorte del re Giorgio VI del Regno Unito, in occasione della loro incoronazione nell'abbazia di Westminster nel 1937. Si tratta della prima corona britannica ad essere realizzata in platino.

## Storia
La corona è stata costruita da Garrard & Co a Londra, da tempo produttore delle corone reali inglesi, ed è in parte ispirata alla corona della regina Maria, moglie di Giorgio V. La corona è costituita da quattro archetti, a differenza degli otto tradizionali, i quali si possono staccare per indossare solamente il cerchio, ed è decorata con pietre preziose, in particolare dal diamante da 105 carati (21 grammi) Koh-i-Noor, donato alla regina Vittoria da Duleep Singh, ultimo imperatore Sikh dell’India, che all’epoca aveva soltanto 10 anni di età. Inoltre, contiene un diamante da 17 carati donato alla regina Vittoria dal sultano dell'Impero ottomano nel 1856.
Dopo la morte di Giorgio VI la regina smise di indossare la corona completa, ma indossò soltanto il circolo all'incoronazione di sua figlia, Elisabetta II, nel 1953.
La corona, completa nuovamente degli archetti e del globo, venne posta sul feretro della regina madre durante il suo funerale nel 2002. Attualmente, è esposta nella Torre di Londra.
Nel 2022 fu oggetto di un caso diplomatico in occasione dei preparativi per l'incoronazione di Camilla Shand a regina consorte di Carlo III d'Inghilterra, in quanto il governo indiano aveva preteso il ritorno in patria del diamante Koh-i-Noor. La controversia è stata in seguito risolta con l'utilizzo di un'altra corona.